# Tatiana Casini Morigi
Tatiana Casini Morigi, accreditata anche come Tatiana Casini (3 marzo 1929 – 5 agosto 2015), è stata una montatrice italiana.

## Biografia
Esordisce nei primi anni '50 come assistente in coproduzioni internazionali (Donne senza nome, 1950, regia di Géza von Radványi) e partecipa non accreditata al film di Carlo Lizzani Achtung! Banditi! (1951). Collabora poi con Alessandro Blasetti, Dino Risi, Florestano Vancini, Tinto Brass, Mario Camerini, Ettore Scola, Bruno Corbucci, Sergio Corbucci, Steno, Enzo G. Castellari.
Dopo aver montato alcune pellicole interpretate dall'attore romano, stabilisce con Alberto Sordi un sodalizio artistico (Tatti Sanguineti la definisce "fedelissima di Sordi") che la porterà a firmare il montaggio di tutti i suoi film da regista, a partire da Il comune senso del pudore (1976) fino a Incontri proibiti (1998), che chiude le carriere di entrambi.
Fra la fine degli anni '60 e i primi anni '70, pur continuando a prediligere la commedia, realizza il montaggio di alcuni western all'italiana (Corri uomo corri, regia di Sergio Sollima, 1968) e collabora inoltre con Pier Paolo Pasolini per i film Il Decameron (1971), Il fiore delle Mille e una notte (1974) e Salò o le 120 giornate di Sodoma (1975).

### Vita privata
Era sposata con il fonico Mario Morigi.

## Filmografia
- Donne senza nome, regia di Géza von Radványi (1950)
- Achtung! Banditi!, regia di Carlo Lizzani (1951)
- Arrivederci Roma (The Seven Hills of Rome), regia di Roy Rowland (1958)
- Sogno a Venezia, regia di Nino Zucchelli e Roberto Natale  (1958)
- Avventura a Capri, regia di Giuseppe Lipartiti (1959)
- Meravigliosa, regia di Carlos Arévalo e Siro Marcellini (1960)
- Ti aspetterò all'inferno, regia di Pietro Regnoli (1960)
- I due nemici, regia di Guy Hamilton (1961)
- Io amo, tu ami..., regia di Alessandro Blasetti – documentario (1961)
- La moglie di mio marito, regia di Tony Roman (1961)
- Una vita difficile, regia di Dino Risi (1961)
- Il diavolo, regia di Gian Luigi Polidoro (1963)
- La banda Casaroli, regia di Florestano Vancini (1963)
- Il disco volante, regia di Tinto Brass (1964)
- Intrigo a Los Angeles, regia di Romano Ferrara (1964)
- Il piacere e il mistero, regia di Enzo Peri – documentario (1964)
- Delitto quasi perfetto, regia di Mario Camerini (1966)
- El Rojo, regia di Leopoldo Savona (1966)
- Io, io, io... e gli altri, regia di Alessandro Blasetti (1966)
- Ischia operazione amore, regia di Vittorio Sala (1966)
- L'arcidiavolo, regia di Ettore Scola (1966)
- La ragazza del bersagliere, regia di Alessandro Blasetti (1967)
- Vado... l'ammazzo e torno, regia di Enzo G. Castellari (1967)
- Ammazzali tutti e torna solo, regia di Enzo G. Castellari (1968)
- Corri uomo corri, regia di Sergio Sollima (1968)
- I protagonisti, regia di Marcello Fondato (1968)
- I tre che sconvolsero il West (Vado, vedo e sparo), regia di Enzo G. Castellari (1968)
- Quella sporca storia nel West, regia di Enzo G. Castellari (1968)
- Il commissario Pepe, regia di Ettore Scola (1969)
- La collina degli stivali, regia di Giuseppe Colizzi (1969)
- Playgirl 70, regia di Federico Chentrens (1969)
- Simon Bolivar, regia di Alessandro Blasetti (1969)
- Io non scappo... fuggo, regia di Franco Prosperi (1970)
- Ombre roventi, regia di Mario Caiano (1970)
- I diabolici convegni (Las amantes del diablo), regia di José María Elorrieta (1971)
- Il Decameron, regia di Pier Paolo Pasolini (1971)
- Il furto è l'anima del commercio!?..., regia di Bruno Corbucci (1971)
- Io non spezzo... rompo, regia di Bruno Corbucci (1971)
- Io non vedo, tu non parli, lui non sente, regia di Mario Camerini (1971)
- Le mura di Sana, regia di Pier Paolo Pasolini (1971)
- Don Camillo e i giovani d'oggi, regia di Mario Camerini (1972)
- Il prode Anselmo e il suo scudiero, regia di Bruno Corbucci (1972)
- Il terrore con gli occhi storti, regia di Steno (1972)
- La violenza: quinto potere, regia di Florestano Vancini (1972)
- Crescete e moltiplicatevi, regia di Giulio Petroni (1973)
- Una matta, matta, matta corsa in Russia (Невероятные приключения итальянцев в России), regia di Ėl'dar Aleksandrovič Rjazanov e Francesco Prosperi (1973)
- Il fiore delle Mille e una notte, regia di Pier Paolo Pasolini (1974)
- Paolo il freddo, regia di Ciccio Ingrassia (1974)
- Salò o le 120 giornate di Sodoma, regia di Pier Paolo Pasolini (1975)
- Il comune senso del pudore, regia di Alberto Sordi (1976)
- Sfida sul fondo, regia di Melchiade Coletti (1976)
- Puttana galera!, regia di Gianfranco Piccioli (1977)
- Il testimone  (Le Témoin), regia di Jean-Pierre Mocky (1978)
- Dove vai in vacanza?, regia di Alberto Sordi, episodio Le vacanze intelligenti (1978)
- Storia di un italiano – serie TV (1979)
- Io e Caterina, regia di Alberto Sordi (1980)
- In viaggio con papà, regia di Alberto Sordi (1982)
- Io so che tu sai che io so, regia di Alberto Sordi (1982)
- Il tassinaro, regia di Alberto Sordi (1983)
- Tutti dentro, regia di Alberto Sordi (1984)
- Sono un fenomeno paranormale, regia di Sergio Corbucci (1985)
- Rimini Rimini, regia di Sergio Corbucci (1987)
- Un tassinaro a New York, regia di Alberto Sordi (1987)
- Chiari di luna, regia di Lello Arena (1988)
- Il prato delle volpi (Un enfant dans la tourmente) – serie TV (1990)
- Detective Extralarge, regia di Enzo G. Castellari - serie TV (1991)
- Pugni di rabbia, regia di Claudio Risi (1991)
- Assolto per aver commesso il fatto, regia di Alberto Sordi (1993)
- Nestore, l'ultima corsa, regia di Alberto Sordi (1996)
- Incontri proibiti, regia di Alberto Sordi (1998)